# 天王寺西門前駅
天王寺西門前駅（てんのうじさいもんまええき）は、大阪府大阪市天王寺区にあった大阪市電の駅。谷町筋と国道25号線とが交差する四天王寺前交差点（旧・天王寺天王寺西門前交差点）付近に位置していた。
駅名は、天王寺区の由来ともなった聖徳太子建立の四天王寺の西大門側の前に駅があったことに由来する。

## 概要
大阪市電の天王寺阿倍野線、上本町線、西道頓堀天王寺線、天王寺大道線が交わる東西の交点となっていた。本来、四天王寺の正面は南大門だが、市電ができてからはほとんどの参詣客が西大門から入るようになった。

## 歴史
- 1909年（明治42年）12月21日：西道頓堀天王寺線開業。
- 1910年（明治43年）
  - 10月1日：南海鉄道、上町線天王寺駅 - 住吉神社前駅を電化開業。
  - 12月3日：上本町線が開通。
- 1911年（明治44年）1月29日：南海上町線が市電の天王寺西門前駅から谷町六丁目駅まで乗り入れを開始。
- 1912年（明治45年）2月14日：南海上町線との軌道および電車共用契約を解除。
- 1921年（大正10年）12月24日：南海上町線の天王寺駅 - 阿倍野橋駅間を買収し、天王寺駅を天王寺西門前駅に統合。
- 1929年（昭和4年）2月1日：天王寺大道線が開通。
- 1968年（昭和43年）
  - 5月1日：西道頓堀天王寺線廃止。
  - 10月1日：天王寺大道線廃止。
  - 12月18日：上本町線・天王寺阿倍野線の廃止に伴い廃駅。

## 隣の駅
1系統
阿倍野橋駅 - 天王寺西門前駅 - 天王寺公園前駅
4系統・14系統
阿倍野橋駅 - 天王寺西門前駅 - 天王寺椎寺町駅
7系統
天王寺公園前駅 - 天王寺西門前駅 - 大道二丁目駅